# Reisegewerbekarte
Die Reisegewerbekarte (RGK) ist ein Dokument, in dem die Ordnungsbehörde die Erlaubnis für das Betreiben eines Reisegewerbes bescheinigt (§ 55 der Gewerbeordnung). Die Karte wird auf Antrag und auf Lebenszeit (außer es wurde etwas anderes beantragt) unter Vorlage eines Auszuges aus dem Handels- oder Vereinsregister, eines Führungszeugnisses, eines Auszuges aus dem Gewerbezentralregister und eventuell einer Bescheinigung nach dem Infektionsschutzgesetz ausgestellt. Sie berechtigt nur zu den in der Karte genannten Tätigkeiten und ist für die gesamte Bundesrepublik Deutschland gültig.
Eine Reisegewerbekarte benötigt, wer gewerbsmäßig außerhalb seiner gewerblichen Niederlassung (Betriebssitz) oder ohne Betriebssitz anderen Waren anbietet, andere ohne vorhergehende Bestellung aufsucht und ihnen Waren oder Dienstleistungen anbietet oder Bestellungen entgegennehmen möchte. Auch wer als Schausteller tätig wird oder ein Wanderlager betreibt, benötigt diese Karte. Ein Reisegewerbe betreiben beispielsweise neben Vertretern auch Scherenschleifer, Bauchladenbetreiber und Händler mit Verkaufsständen, die täglich auf- und abgebaut werden. Bis 2007 mussten sowohl der Gewerbetreibende als auch seine Angestellten eine eigene Reisegewerbekarte besitzen. Seither ist es nur noch für den Gewerbetreibenden Pflicht. Die Angestellten müssen bei unmittelbarem Kundenkontakt oder in allen anderen Fällen, wenn sie außerhalb des Ortes, an dem der Inhaber tätig ist, arbeiten, eine Zweitschrift oder beglaubigte Kopie mitführen (§ 60c Abs. 2 GewO). Kann keine Reisegewerbekarte oder eine Kopie vorgelegt werden, kann die Behörde die Einstellung des Betriebes bis zur Vorlage der Karte verlangen. Die Behörde ist auch berechtigt, sich die Waren vorzeigen zu lassen.
Bestimmte Tätigkeiten sind reisegewerbekartenfrei:
- gelegentliches Feilhalten von Waren auf Messen, Ausstellungen, öffentlichen Festen oder aus besonderem Anlass mit Erlaubnis der zuständigen Behörde
- Vertrieb selbstgewonnener Erzeugnisse der Land- und Forstwirtschaft, Gemüse-, Obst- und Gartenbau, der Geflügelzucht, Imkerei, Jagd und Fischerei
- Reisegewerbekartenpflichtige Tätigkeiten (ausgenommen Schaustellergewerbe) in Gemeinden mit weniger als 10.000 Einwohnern, wenn die Gemeinde Wohnsitz oder Ort der gewerblichen Niederlassung ist
- Verkauf von Erzeugnissen nach dem Milch- und Margarinegesetz und gleichzeitiger Verkauf von Milcherzeugnissen
- Tätigkeit als Versicherungsvermittler für den Verkauf und die Vermittlung von Versicherungen oder Bausparverträgen
- Tätigkeit als Versicherungsberater zur Beratung über Versicherungen
- Tätigkeit in einem nach Bundes- oder Landesrecht erlaubnispflichtigen Gewerbe, für dessen Ausübung die Zuverlässigkeit erforderlich ist, und für das die erforderliche Erlaubnis vorhanden ist
- Verkauf von Lebensmitteln oder Waren des täglichen Bedarfs von einer nicht ortsfesten Verkaufsstelle oder einer anderen Einrichtung in regelmäßigen, kürzeren Zeitabständen an derselben Stelle
- Feilbieten von Druckwerken auf öffentlichen Wegen, Straßen, Plätzen oder an anderen öffentlichen Orten

Eine Reisegewerbekarte benötigt auch nicht, wer andere im Rahmen seines stehenden Gewerbebetriebes aufsucht (zum Beispiel als Bodenleger, der den Kunden in der Wohnung berät).